# Парклет

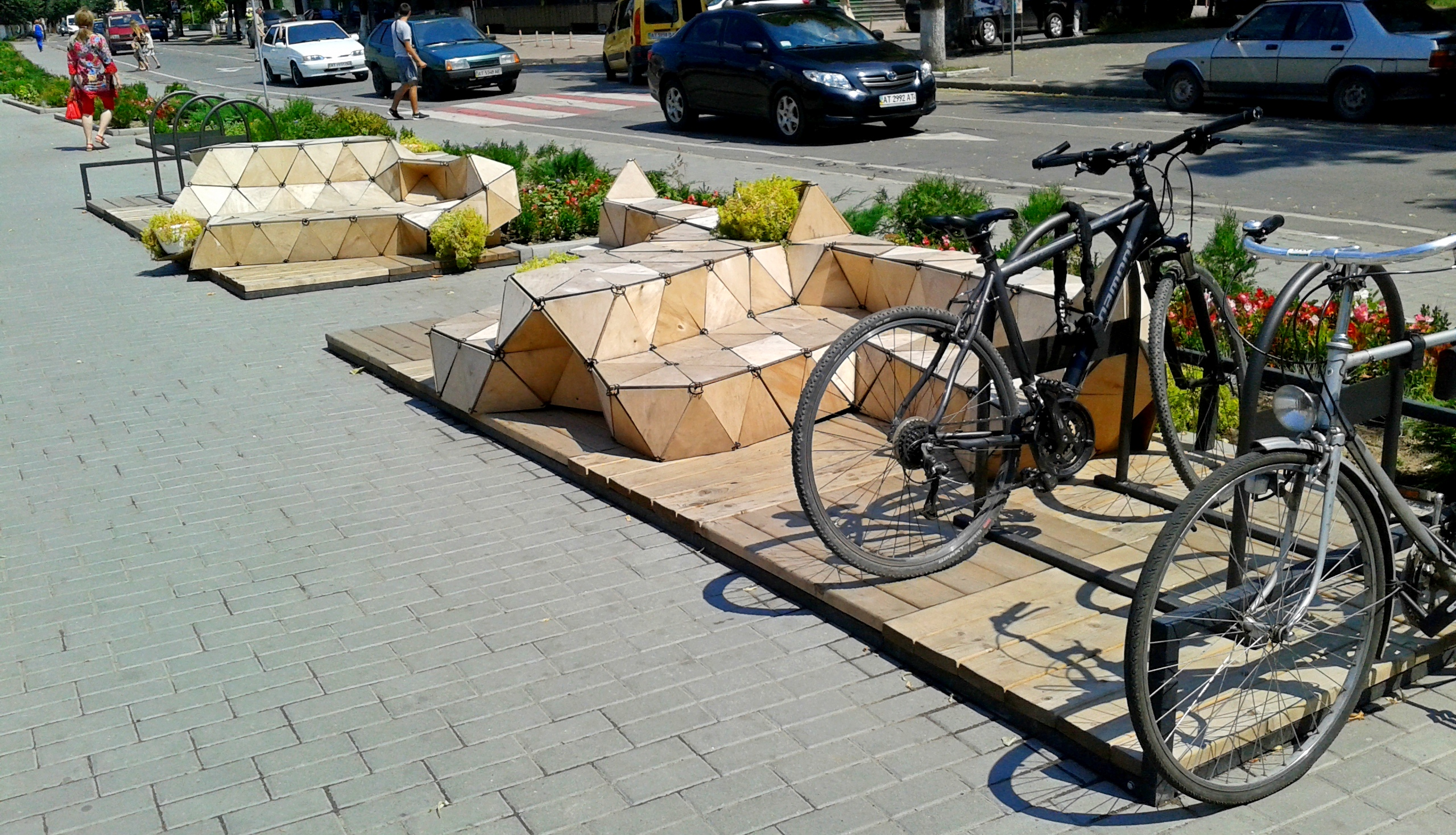
Перший в Україні парклет на вулиці Грушевського в Івано-Франківську

Парклет (англ. Parklet) — продовження тротуару, що забезпечує більше простору і зручності для знайомства, спілкування і відпочинку людей, що використовують вулицю. Зазвичай парклети встановлюються на місці одного або кількох автомобільних паркомісць на узбіччі вулиці.

## Історія

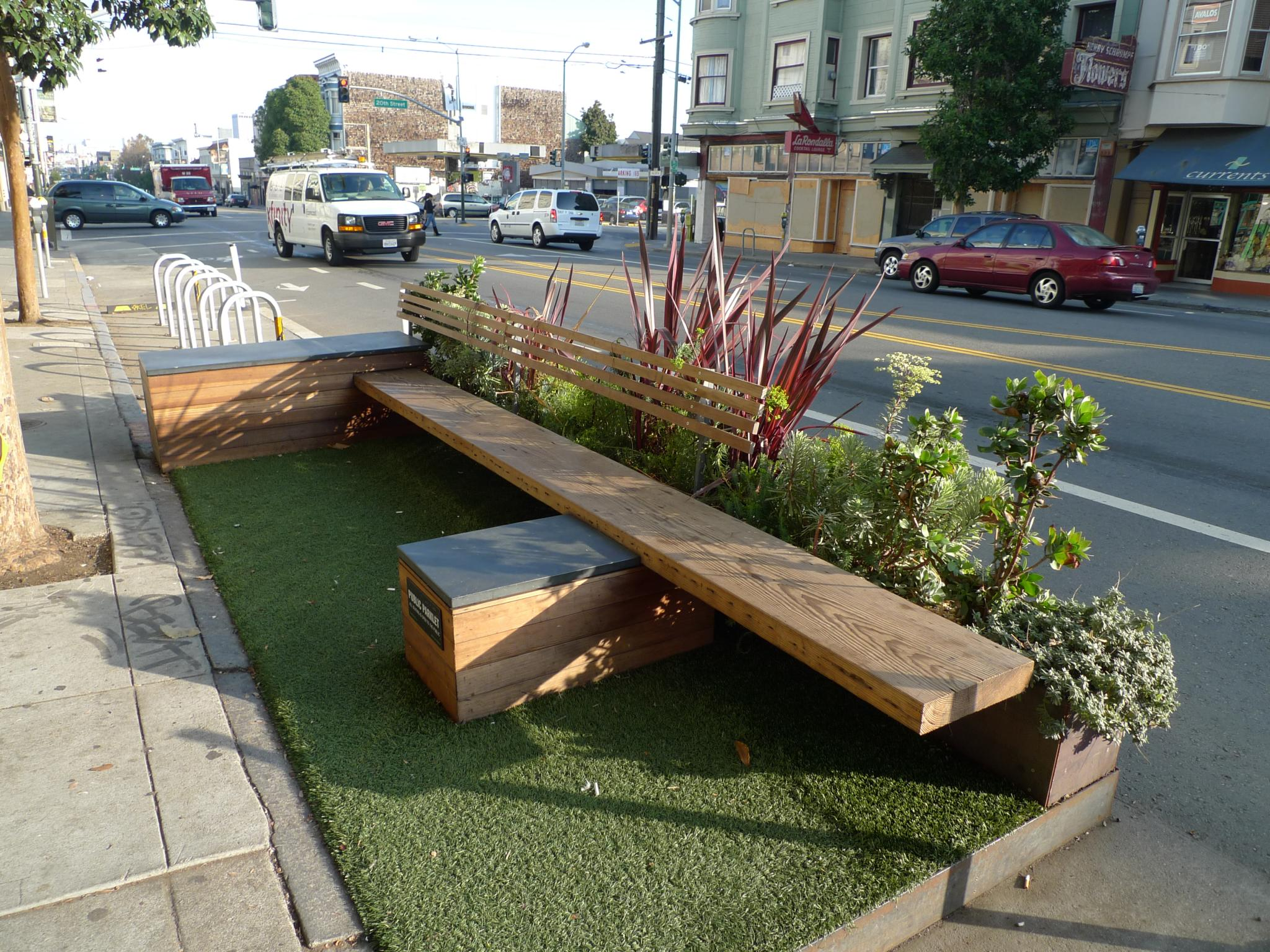
Парклет у Сан-Франциско

Перший парклет був встановлений у Сан-Франциско. Згодом парклети з'явилися у містах Еймс (Айова), Пуебла, Мехіко, Івано-Франківськ, Ла-Кросс (Вісконсин), Чернівці, Філадельфія, Олімпія, Хюстон та ін.
Формально, перший парклет був розроблений італо-бразилійським дизайнером, мешканкою Лондона, Сюзі Болоньєз (SB Design Studio) і встановлений в Сан-Франциско в 2010 році. У серпні 2012 року школа архітектури в Університеті Південної Каліфорнії опублікувала дипломну роботу «Експериментувати з границями: парклети і простори як каталізатори в громад та уряду», який надав повну історію створення парклетів і просторових в чотирьох містах Каліфорнії У вересні 2012 року, Лос-Анджелесі Ласкінська Школа зі зв'язків з громадськістю опублікувала доповідь, «Переглядаючи право проїзду: інструментарій для створення і реалізації парклетів», розглядаючи тематичні дослідження для парклетів в семи містах по всій Північній Америці. У лютому 2013 року Департамент планування Сан-Франциско опублікував «Парклет довідник», який став першим комплексним оглядом цілей, політики, процесу, процедур і керівних принципів для створення парклетів у Сан-Франциско. Довідник також слугує гідом для інших міст, які хочуть встановити парклети у себе.

## Концепція
Парклети покликані продемонструвати альтернативну цінність міського простору, що зараз використовується під місця для паркування автомобілів. В рамках руху проти автоекспансії, парклети виступають засобом контрнаступу пішоходів задля розширенням життєвого простору мешканців міста.

## Парклети в Україні
В багатьох країнах, у тому числі в Україні, при встановленні парклетів виникають проблеми із законодовчим регулюванням, погодженням із ДАІ та аналогічними регуляторними транспортними службами. Проблема полягає у тому, що, як і кожне нове явище, парклет потрібно дослідити, описати і виробити чіткі критерії та правила їхньої інтеграції у дорожньо-транспортну інфраструктуру.
30 липня 2017 року третій в Україні парклет встановили у місті Хмельницький на вулиці Володимирській.

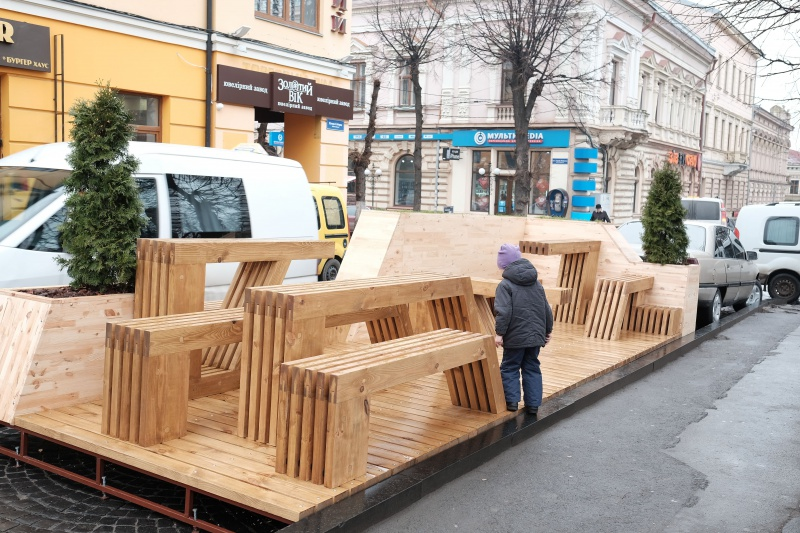
Парклет у Чернівцях
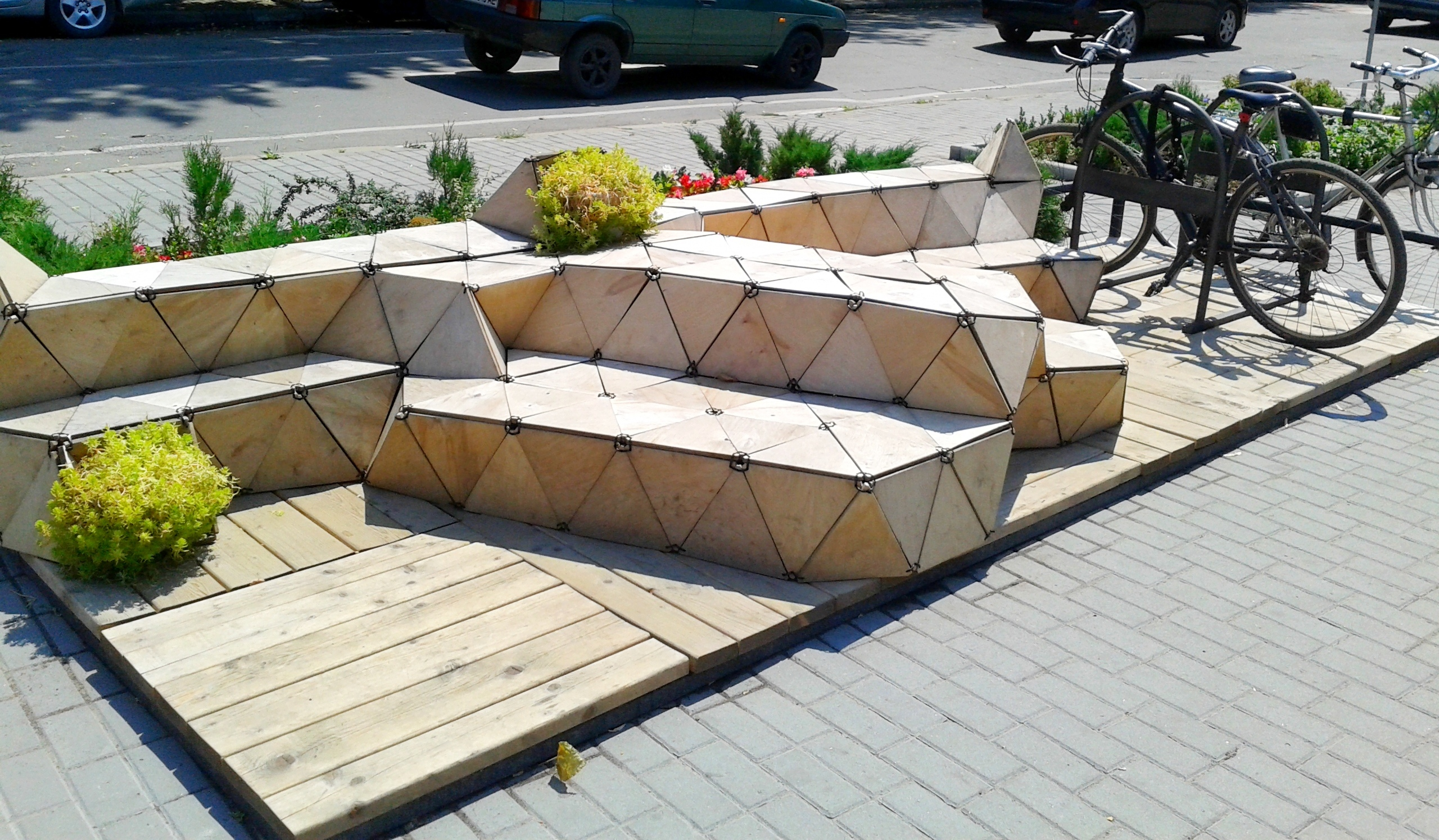
Парклет в Івано-Франківську
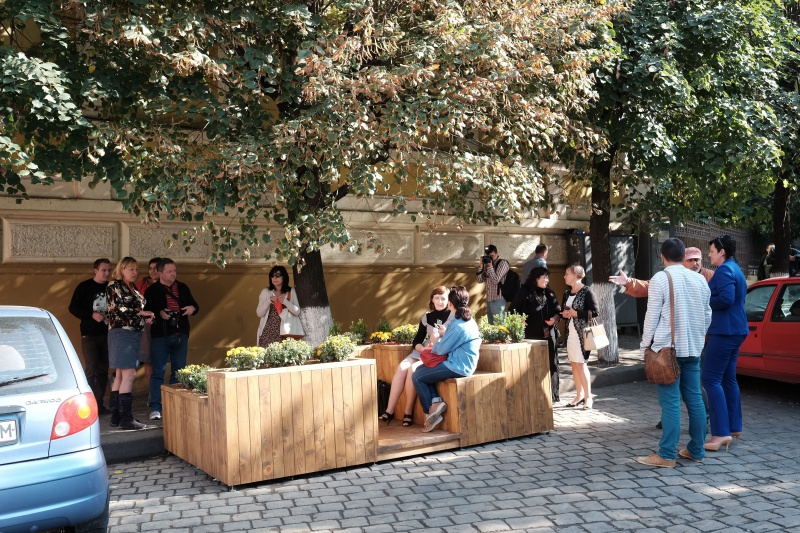
Парклет у Чернівцях